# Прасдорф
Прасдорф (нем. Prasdorf) — община в Германии, в земле Шлезвиг-Гольштейн. 
Входит в состав района Плён. Подчиняется управлению Пробстай.  Население составляет 470 человек (на 31 декабря 2010 года). Занимает площадь 4,77 км².